# Elecciones municipales de Lima de 2018
Las elecciones municipales de Lima de 2018 se llevaron a cabo el 7 de octubre de 2018 para elegir al Alcalde Metropolitano y al Concejo Metropolitano de Lima para el periodo 2019-2022. La elección se celebró simultáneamente con elecciones regionales y municipales (provinciales y distritales) en todo el país.
Como resultado de esta elección, Jorge Muñoz Wells, candidato de Acción Popular, obtuvo el 36.03% de votos válidos y resultó electo como alcalde metropolitano de Lima. Estos comicios constituyeron la primera victoria de ese partido en la capital desde 1980.

## Sistema electoral
La Municipalidad Metropolitana de Lima es el órgano administrativo y de gobierno de la provincia de Lima. Está compuesta por el Alcalde Metropolitano, el Concejo Provincial y la Asamblea Metropolitana. Es la única municipalidad no adscrita a algún gobierno regional, ya que la provincia de Lima posee un régimen especial en su condición de capital de la República.
La votación del alcalde y el concejo se realiza con base en el sufragio universal, que comprende a todos los ciudadanos nacionales mayores de dieciocho años, empadronados y residentes en la provincia de Lima y en pleno goce de sus derechos políticos, así como a los ciudadanos no nacionales residentes y empadronados en la provincia de Lima. No hay reelección inmediata de alcaldes.
El Concejo Metropolitano de Lima está compuesto por 39 regidores elegidos por sufragio directo para un período de cuatro (4) años, en forma conjunta con la elección del Alcalde Metropolitano (quien lo preside). La votación es por lista cerrada y bloqueada. Se asigna a la lista ganadora los escaños según el método d'Hondt o la mitad más uno, lo que más le favorezca.

## Composición del Concejo Metropolitano de Lima
La siguiente tabla muestra la composición del Concejo Metropolitano de Lima antes de las elecciones.
| Partidos | Partidos                                 | Regidores |
| -------- | ---------------------------------------- | --------- |
|          | Solidaridad Nacional                     | 23        |
|          | Partido Aprista Peruano                  | 8         |
|          | Lista Independiente N° 1 Diálogo Vecinal | 4         |
|          | Perú Patria Segura                       | 2         |
|          | Fuerza Popular                           | 1         |
|          | Partido Popular Cristiano                | 1         |

## Partidos y candidaturas
A continuación se muestra una lista de los principales partidos y alianzas electorales que participaron en la elección:
| Candidatura | Candidatura | Partidos y alianzas                               | Candidatos | Candidatos                 | Ideología                                                          | Resultado previo | Resultado previo | Ref.  |
| Candidatura | Candidatura | Partidos y alianzas                               | Candidatos | Candidatos                 | Ideología                                                          | Votos (%)        | Reg.             | Ref.  |
| ----------- | ----------- | ------------------------------------------------- | ---------- | -------------------------- | ------------------------------------------------------------------ | ---------------- | ---------------- | ----- |
|             | SN          | Lista - Solidaridad Nacional (SN)                 |            | Luis Castañeda Pardo       | Conservadurismo liberal Liberalismo económico                      | 50.73%           | 23               | [ 3 ] |
|             | PPS         | Lista - Perú Patria Segura (PPS)                  |            | Renzo Reggiardo Barreto    | Conservadurismo liberal Liberalismo económico                      | 5.94%            | 2                | [ 3 ] |
|             | FP          | Lista - Fuerza Popular (FP)                       |            | Diethell Columbus Murata   | Fujimorismo Conservadurismo social Populismo de derecha            | 2.66%            | 1                | [ 3 ] |
|             | PPC         | Lista - Partido Popular Cristiano (PPC)           |            | Alberto Beingolea Delgado  | Democracia cristiana Conservadurismo social Liberalismo económico  | 2.46%            | 1                | [ 3 ] |
|             | SU          | Lista - Siempre Unidos (SU)                       |            | Manuel Velarde Dellepiane  | Partido atrapalotodo                                               | 2.08%            | 0                | [ 3 ] |
|             | SP          | Lista - Somos Perú (SP)                           |            | Juan Zurek Pardo-Figueroa  | Democracia cristiana Conservadurismo social                        | 2.02%            | 0                | [ 3 ] |
|             | APP         | Lista - Alianza para el Progreso (APP)            |            | Jaime Salinas López-Torres | Liberalismo económico Conservadurismo liberal Populismo de derecha | 1.81%            | 0                | [ 3 ] |
|             | VP          | Lista - Vamos Perú (VP)                           |            | Roberto Gómez Baca         | Populismo Socialdemocracia                                         | 1.54%            | 0                | [ 3 ] |
|             | AP          | Lista - Acción Popular (AP)                       |            | Jorge Muñoz Wells          | Partido atrapalotodo                                               | 1.05%            | 0                | [ 3 ] |
|             | DD          | Lista - Democracia Directa (DD)                   |            | Enrique Cornejo Ramírez    | Socialismo Nacionalismo de izquierda Ecologismo                    | 0.87%            | 0                | [ 3 ] |
|             | JP          | Lista - Juntos por el Perú (JP)                   |            | Gustavo Guerra-García      | Socialismo democrático Progresismo                                 | 0.59%            | 0                | [ 3 ] |
|             | Frepap      | Lista - Frente Popular Agrícola del Perú (Frepap) |            | Pablo Silva Rojas          | Israelismo Fundamentalismo cristiano Populismo                     | Nuevo            | Nuevo            | [ 3 ] |
|             | UPP         | Lista - Unión por el Perú (UPP)                   |            | Esther Capuñay Quispe      | Etnocacerismo Nacionalismo de izquierda                            | Nuevo            | Nuevo            | [ 3 ] |
|             | RN          | Lista - Restauración Nacional (RN)                |            | Humberto Lay Sun           | Liberalismo económico Conservadurismo social Humanismo cristiano   | Nuevo            | Nuevo            | [ 3 ] |
|             | FA          | Lista - Frente Amplio (FA)                        |            | Enrique Fernández Chacón   | Socialismo Ecologismo Descentralización                            | Nuevo            | Nuevo            | [ 3 ] |
|             | PPK         | Lista - Peruanos Por el Kambio (PPK)              |            | Jorge Villacorta Carranza  | Liberalismo económico Conservadurismo progresista                  | Nuevo            | Nuevo            | [ 3 ] |
|             | PN          | Lista - Perú Nación (PN)                          |            | Enrique Ocrospoma Pella    | Conservadurismo social Democracia cristiana                        | Nuevo            | Nuevo            | [ 3 ] |
|             | PL          | Lista - Perú Libertario (PL)                      |            | Ricardo Belmont Cassinelli | Socialismo del siglo XXI Marxismo-leninismo Mariateguismo          | Nuevo            | Nuevo            | [ 3 ] |
|             | AvP         | Lista - Avanza País (AvP)                         |            | Julio Gagó Pérez           | Conservadurismo liberal Liberalismo clásico                        | Nuevo            | Nuevo            | [ 3 ] |
|             | PP          | Lista - Podemos por el Progreso del Perú (PP)     |            | Daniel Urresti Elera       | Conservadurismo social Populismo de derecha Nacionalismo           | Nuevo            | Nuevo            | [ 3 ] |

## Campaña

### Debates
| Fecha                 | Organizador                                                                            | Sede                                                                                       | Moderador/a/es             | P Presente S Sustituto A Ausente NI No invitado | P Presente S Sustituto A Ausente NI No invitado                | P Presente S Sustituto A Ausente NI No invitado | P Presente S Sustituto A Ausente NI No invitado | P Presente S Sustituto A Ausente NI No invitado | P Presente S Sustituto A Ausente NI No invitado | P Presente S Sustituto A Ausente NI No invitado | P Presente S Sustituto A Ausente NI No invitado | P Presente S Sustituto A Ausente NI No invitado | P Presente S Sustituto A Ausente NI No invitado | P Presente S Sustituto A Ausente NI No invitado | P Presente S Sustituto A Ausente NI No invitado | P Presente S Sustituto A Ausente NI No invitado | P Presente S Sustituto A Ausente NI No invitado | P Presente S Sustituto A Ausente NI No invitado | P Presente S Sustituto A Ausente NI No invitado | P Presente S Sustituto A Ausente NI No invitado | P Presente S Sustituto A Ausente NI No invitado | P Presente S Sustituto A Ausente NI No invitado | P Presente S Sustituto A Ausente NI No invitado |    |    |   |    |
| Fecha                 | Organizador                                                                            | Sede                                                                                       | Moderador/a/es             | Reggiardo                                       | Belmont                                                        | Urresti                                         | Cornejo                                         | Muñoz                                           | Beingolea                                       | Velarde                                         | Lay                                             | Castañeda                                       | Columbus                                        | Zurek                                           | Salinas                                         | Gómez                                           | Guerra-García                                   | Silva                                           | Capuñay                                         | Fernández                                       | Villacorta                                      | Ocrospoma                                       | Gagó                                            |    |    |   |    |
| --------------------- | -------------------------------------------------------------------------------------- | ------------------------------------------------------------------------------------------ | -------------------------- | ----------------------------------------------- | -------------------------------------------------------------- | ----------------------------------------------- | ----------------------------------------------- | ----------------------------------------------- | ----------------------------------------------- | ----------------------------------------------- | ----------------------------------------------- | ----------------------------------------------- | ----------------------------------------------- | ----------------------------------------------- | ----------------------------------------------- | ----------------------------------------------- | ----------------------------------------------- | ----------------------------------------------- | ----------------------------------------------- | ----------------------------------------------- | ----------------------------------------------- | ----------------------------------------------- | ----------------------------------------------- | -- | -- | - | -- |
| Fecha                 | Organizador                                                                            | Sede                                                                                       | Moderador/a/es             | 6 de junio                                      | Universidad ESAN Instituto de Comunicación Política y Gobierno | Universidad ESAN (Santiago de Surco, Lima)      | Pamela Vértiz Julio Navarro                     | A                                               | A                                               | A                                               | P                                               | P                                               | NI                                              | NI                                              | P                                               | NI                                              | P                                               | P                                               | NI                                              | P                                               | P                                               | NI                                              | A                                               | NI | NI | P | NI |
| 29 de agosto          | Touring y Automóvil Club del Perú                                                      | Touring y Automóvil Club del Perú (Lince, Lima)                                            | Mávila Huertas             | A                                               | A                                                              | A                                               | P                                               | P                                               | A                                               | P                                               | P                                               | A                                               | P                                               | A                                               | A                                               | A                                               | A                                               | A                                               | A                                               | A                                               | A                                               | A                                               | A                                               |    |    |   |    |
| 7 de septiembre       | Caretas Cámara de Comercio de Lima Ideele Radio Imasen                                 | Centro de Convenciones de la Cámara de Comercio de Lima (Jesús María, Lima)                | Glatzer Tuesta             | A                                               | A                                                              | A                                               | P                                               | P                                               | NI                                              | P                                               | A                                               | A                                               | P                                               | NI                                              | NI                                              | NI                                              | P                                               | NI                                              | NI                                              | NI                                              | NI                                              | NI                                              | NI                                              |    |    |   |    |
| 18 de septiembre      | Colegio de Arquitectos del Perú                                                        | Sede del Colegio de Arquitectos del Perú (Jesús María, Lima)                               |                            | A                                               | A                                                              | A                                               | P                                               | P                                               | NI                                              | NI                                              | P                                               | NI                                              | P                                               | NI                                              | NI                                              | NI                                              | P                                               | NI                                              | NI                                              | NI                                              | NI                                              | P                                               | P                                               |    |    |   |    |
| 20 de septiembre      | Democracia & Desarrollo Internacional Universidad de Ingeniería y Tecnología           | Universidad de Ingeniería y Tecnología (Barranco, Lima)                                    | Luis Nunes                 | A                                               | A                                                              | A                                               | A                                               | P                                               | NI                                              | P                                               | NI                                              | NI                                              | P                                               | NI                                              | NI                                              | NI                                              | P                                               | NI                                              | NI                                              | NI                                              | P                                               | P                                               | NI                                              |    |    |   |    |
| 23 y 30 de septiembre | Jurado Nacional de Elecciones                                                          | Centro de Convenciones de Lima (San Borja, Lima)                                           | Pedro Tenorio Mónica Delta | A-D1                                            | P-D2                                                           | P-D1                                            | P-D2                                            | P-D1                                            | P-D2                                            | P-D2                                            | P-D2                                            | P-D1                                            | P-D2                                            | P-D1                                            | P-D1                                            | P-D2                                            | P-D2                                            | P-D1                                            | P-D1                                            | P-D2                                            | P-D1                                            | P-D1                                            | P-D2                                            |    |    |   |    |
| 25 de septiembre      | Cámara de Comercio de Lima                                                             | Centro de Convenciones de la Cámara de Comercio de Lima (Jesús María, Lima)                | Carlos Pando               | A                                               | A                                                              | P                                               | P                                               | P                                               | A                                               | P                                               | P                                               | NI                                              | P                                               | NI                                              | NI                                              | NI                                              | P                                               | NI                                              | NI                                              | NI                                              | NI                                              | NI                                              | P                                               |    |    |   |    |
| 28 de septiembre      | Centro Federado y Tercio Estudiantil Minoría de Derecho y Ciencia Política de la UNMSM | Auditorio de la Facultad de Derecho y Ciencia Política de la UNMSM (Cercado de Lima, Lima) | Gabriela Goñez             | NI                                              | NI                                                             | A                                               | NI                                              | P                                               | NI                                              | P                                               | NI                                              | NI                                              | NI                                              | P                                               | A                                               | NI                                              | P                                               | NI                                              | NI                                              | P                                               | P                                               | NI                                              | NI                                              |    |    |   |    |

## Sondeos de opinión
Las siguientes tablas enumeran las estimaciones de la intención de voto en orden cronológico inverso, mostrando las más recientes primero y utilizando las fechas en las que se realizó el trabajo de campo de la encuesta. Cuando se desconocen las fechas del trabajo de campo, se proporciona la fecha de publicación.
Leyenda:
     Sondeo realizado en el periodo de prohibición legal de la difusión de sondeos de intención de voto.

### Intención de voto
La siguiente tabla enumera las estimaciones ponderadas (sin incluir votos en blanco y nulos) de la intención de voto.
|                                |                   |       |      |      |      |      |      |     |     |     |      |     |     |      |      |      |  |  |
| Elecciones municipales de 2018 | 7 oct 2018        | —     | 36.0 | 19.7 | 8.9  | 4.5  | 3.9  | 3.6 | 3.5 | 2.7 | 2.6  | 2.1 | 2.0 | 2.0  | 2.0  | 16.3 |  |  |
|                                |                   |       |      |      |      |      |      |     |     |     |      |     |     |      |      |      |  |  |
| Ipsos Perú/América             | 7 oct 2018        | ?     | 34.5 | 19.8 | 9.4  | 4.3  | 3.8  | 3.8 | 3.8 | 2.8 | 2.7  | 2.3 | 2.1 | 2.0  | 2.0  | 14.7 |  |  |
| Datum Internacional/Latina     | 7 oct 2018        | ?     | 36.7 | 19.7 | 8.7  | 4.7  | 3.7  | 3.6 | 3.4 | –   | 2.5  | –   | –   | –    | –    | 17.0 |  |  |
| Ipsos Perú/América             | 7 oct 2018        | 13920 | 32.4 | 21.1 | 9.9  | 4.3  | 4.0  | 4.2 | 3.9 | 2.0 | 2.7  | 2.4 | 2.2 | 1.9  | 1.8  | 11.3 |  |  |
| Datum Internacional/Latina     | 7 oct 2018        | ?     | 37.4 | 22.5 | 7.8  | 4.1  | 4.2  | 3.3 | 3.1 | –   | 2.8  | –   | –   | –    | –    | 14.9 |  |  |
| Ipsos Perú                     | 6 oct 2018        | 3400  | 32.3 | 19.1 | 10.1 | 4.3  | 4.2  | 4.5 | 4.2 | 2.1 | 2.8  | 2.6 | 2.3 | 1.9  | 1.7  | 13.2 |  |  |
| Sensor                         | 6 oct 2018        | 2000  | 31.9 | 18.7 | 11.0 | 4.4  | 4.4  | 5.5 | 4.4 | 2.2 | 3.3  | 2.2 | 3.3 | 2.2  | 1.1  | 13.2 |  |  |
| Datum Internacional/Latina     | 28–29 sep 2018    | 400   | 20.2 | 23.4 | 16.0 | 5.7  | 7.4  | 5.3 | 5.7 | 3.5 | 2.1  | 2.8 | 2.5 | –    | –    | 3.2  |  |  |
| CPI/RPP                        | 26–29 sep 2018    | 6300  | 12.5 | 18.9 | 18.6 | 3.2  | 11.1 | 4.7 | 3.1 | 2.7 | 3.2  | –   | 4.9 | 2.2  | 2.2  | 0.3  |  |  |
| Sensor                         | 25–28 sep 2018    | 515   | 13.8 | 20.0 | 27.7 | 7.7  | 9.2  | 3.1 | 1.5 | 1.5 | 6.2  | –   | 3.1 | 1.5  | 3.1  | 7.7  |  |  |
| Ipsos Perú/El Comercio         | 26–27 sep 2018    | 605   | 14.2 | 17.3 | 16.9 | 6.4  | 8.0  | 4.4 | 3.7 | 3.4 | 5.1  | 1.9 | 3.7 | 2.2  | 2.4  | 0.4  |  |  |
| Datum/Perú 21/Gestión          | 22–25 sep 2018    | 400   | 5.6  | 18.7 | 19.1 | 6.7  | 9.7  | 6.4 | 0.4 | 3.7 | 7.1  | 3.4 | 3.4 | 3.0  | 2.6  | 0.4  |  |  |
| GfK/La República               | 15–21 sep 2018    | 900   | 3.8  | 11.4 | 14.8 | 4.7  | 11.4 | 9.5 | 6.0 | 6.3 | 6.4  | 2.5 | 3.4 | 4.2  | 3.1  | 3.4  |  |  |
| CPI/RPP                        | 11–15 sep 2018    | 800   | 4.0  | 15.0 | 22.6 | 4.8  | 15.8 | 5.1 | 1.5 | 2.9 | 6.7  | 1.3 | 4.7 | 5.3  | 4.4  | 6.8  |  |  |
| Ipsos Perú/El Comercio         | 12–14 sep 2018    | 510   | 4.8  | 10.7 | 22.6 | 8.3  | 17.9 | 2.4 | –   | 3.6 | 6.0  | –   | 6.0 | 6.0  | 4.8  | 4.7  |  |  |
| Vox Populi/ATV                 | 8–10 sep 2018     | 522   | 3.9  | 8.8  | 33.2 | 4.7  | 19.1 | 3.4 | –   | 1.4 | 4.7  | –   | 3.9 | 6.1  | 6.4  | 14.1 |  |  |
| Sensor                         | 1–5 sep 2018      | 515   | 3.5  | 8.2  | 30.6 | 4.7  | 10.6 | 1.2 | 2.4 | 1.2 | 9.4  | –   | 4.7 | 10.6 | 4.7  | 20.0 |  |  |
| Datum/Perú 21/Gestión          | 1–4 sep 2018      | 400   | 1.5  | 13.6 | 28.7 | 3.0  | 15.6 | 2.3 | –   | –   | 6.8  | –   | 5.7 | 6.5  | 6.5  | 13.1 |  |  |
| Vox Populi/ATV                 | 25–28 ago 2018    | 581   | 2.9  | 8.1  | 27.8 | 4.7  | 11.2 | –   | –   | –   | 5.2  | –   | 4.0 | 4.2  | 4.2  | 16.6 |  |  |
| GfK/La República               | 18–22 ago 2018    | 537   | 4.5  | 11.4 | 25.0 | 3.2  | 12.1 | 3.4 | –   | 2.2 | 5.0  | 0.4 | 7.5 | 8.0  | 6.0  | 12.9 |  |  |
| Ipsos Perú/El Comercio         | 15–17 ago 2018    | 488   | 2.5  | 11.3 | 20.0 | 6.3  | 12.5 | –   | –   | –   | 8.8  | –   | 7.5 | 7.5  | 10.0 | 7.5  |  |  |
| Sensor                         | 6–10 ago 2018     | 515   | 5.0  | 10.0 | 30.0 | 3.8  | 7.5  | 1.3 | 1.3 | –   | 10.0 | –   | 3.8 | 13.8 | 10.0 | 16.2 |  |  |
| Datum/Perú 21/Gestión          | 3–7 ago 2018      | 400   | 3.6  | 9.1  | 26.6 | 3.9  | 9.1  | 3.9 | 1.3 | 0.8 | 5.5  | –   | 6.7 | 11.0 | 12.2 | 14.4 |  |  |
| GfK/La República               | 14–18 jul 2018    | 500   | 2.2  | 14.1 | 26.4 | 4.3  | 13.0 | 1.5 | 0.7 | 0.7 | 6.6  | –   | 2.8 | 9.2  | 11.1 | 12.3 |  |  |
| Ipsos Perú/El Comercio         | 11–13 jul 2018    | 488   | 3.8  | 10.1 | 20.3 | 6.3  | 12.7 | 2.5 | 1.3 | 2.5 | 12.7 | –   | 5.1 | 7.6  | 8.9  | 7.6  |  |  |
| Sensor                         | 2–9 jul 2018      | 515   | 3.9  | 7.9  | 27.6 | 3.9  | 5.3  | 2.6 | 1.3 | 2.6 | 9.2  | –   | 2.6 | 13.2 | 9.2  | 14.4 |  |  |
| Datum/Perú 21/Gestión          | 29 jun–2 jul 2018 | 400   | 2.4  | 8.9  | 26.0 | 6.0  | 6.7  | 2.4 | 2.9 | 1.0 | 10.3 | 0.3 | 4.6 | 10.7 | 10.7 | 15.3 |  |  |
| GfK/La República               | 23–26 jun 2018    | 476   | 0.9  | 12.7 | 22.1 | 8.1  | 16.0 | 2.7 | –   | 2.5 | 5.8  | –   | 3.0 | 5.2  | 12.7 | 6.1  |  |  |
| Ipsos Perú/El Comercio         | 6–8 jun 2018      | 500   | 6.2  | 10.8 | 12.3 | 4.6  | 6.2  | 3.1 | 1.5 | 1.5 | 12.3 | –   | 3.1 | 10.8 | 7.7  | —    |  |  |
| Datum/Perú 21/Gestión          | 1–5 jun 2018      | 377   | 2.8  | 6.9  | 29.2 | 4.2  | 9.7  | –   | –   | –   | 5.6  | –   | 4.2 | 18.1 | 11.1 | 11.1 |  |  |
| Ipsos Perú/El Comercio         | 9–11 may 2018     | 501   | 4.6  | 12.3 | 13.8 | 7.7  | 12.3 | 3.1 | –   | 3.1 | –    | –   | 4.6 | 12.3 | 10.8 | 1.5  |  |  |
| Datum/Perú 21/Gestión          | 5–9 may 2018      | 377   | 2.5  | 5.1  | 30.4 | 3.8  | 11.4 | 3.8 | –   | –   | 3.8  | –   | 3.8 | 12.7 | 12.7 | 17.7 |  |  |
| CPI/Exitosa                    | 4–7 may 2018      | 500   | 3.0  | 6.7  | 18.5 | 4.9  | 12.8 | 7.1 | –   | 6.7 | 4.3  | –   | 4.0 | 9.2  | 7.9  | 5.7  |  |  |
| Ipsos Perú/El Comercio         | 10–12 abr 2018    | 500   | 4.6  | 9.2  | 15.4 | 7.7  | 9.2  | 1.5 | –   | –   | –    | –   | 3.1 | 13.8 | 15.4 | —    |  |  |
| Datum/Perú 21/Gestión          | 6–9 abr 2018      | 377   | 2.7  | 9.3  | 28.0 | 10.7 | –    | 2.7 | –   | –   | –    | –   | 2.7 | 17.3 | 10.7 | 10.7 |  |  |
| Ipsos Perú/El Comercio         | 7–9 mar 2018      | 487   | 4.8  | –    | 16.1 | 9.7  | 9.7  | 1.6 | –   | –   | –    | –   | 1.6 | 14.5 | 12.9 | 1.6  |  |  |
| Datum/Perú 21/Gestión          | 1–5 mar 2018      | 377   | 2.7  | –    | 29.7 | 5.4  | –    | 2.7 | –   | –   | –    | –   | –   | 18.9 | 14.9 | 10.8 |  |  |
| CPI/Exitosa                    | 27 feb–3 mar 2018 | 500   | 7.4  | –    | 13.2 | 7.1  | –    | 7.9 | –   | –   | –    | –   | 3.7 | 12.4 | 9.6  | 0.8  |  |  |
| Ipsos Perú/El Comercio         | 7–9 feb 2018      | 532   | 5.1  | –    | 19.6 | 8.9  | –    | 1.8 | –   | –   | –    | –   | –   | 23.2 | 17.9 | 3.6  |  |  |
| Datum/Perú 21/Gestión          | 26–30 ene 2018    | 377   | 3.0  | –    | 43.3 | –    | –    | 6.0 | –   | –   | –    | –   | 3.0 | 16.4 | 13.4 | 26.9 |  |  |
| CPI/Correo                     | 24–27 ene 2018    | 500   | 5.1  | –    | 13.7 | 7.1  | –    | 6.8 | –   | –   | –    | –   | 3.3 | 12.6 | 10.9 | 0.9  |  |  |
| Ipsos Perú/El Comercio         | 10–12 ene 2018    | 532   | 7.1  | –    | 19.6 | –    | –    | 1.8 | –   | –   | –    | –   | 1.8 | 21.4 | 14.3 | 1.8  |  |  |
| Datum/Perú 21/Gestión          | 5–9 ene 2018      | 377   | 4.5  | –    | 31.3 | –    | –    | 3.0 | –   | –   | –    | –   | 1.5 | 22.4 | 13.4 | 8.9  |  |  |
| Ipsos Perú/El Comercio         | 1–3 nov 2017      | 435   | 11.3 | –    | 27.4 | –    | –    | 4.8 | –   | –   | –    | –   | 1.6 | 14.5 | 21.0 | 6.4  |  |  |
| Datum/Perú 21/Gestión          | 27–31 oct 2017    | 377   | 5.1  | –    | 42.4 | –    | –    | 3.4 | –   | –   | –    | –   | –   | 30.5 | 16.9 | 11.9 |  |  |
| Datum/Perú 21/Gestión          | 1–5 sep 2017      | 377   | –    | –    | 40.7 | –    | –    | 1.7 | –   | –   | –    | –   | –   | 20.3 | 11.9 | 20.4 |  |  |

### Preferencias de voto
La siguiente tabla enumera las preferencias de voto en bruto (incluyendo blancos, viciados y sin respuesta) y no ponderadas.
| Encuestadora/Medio             | Fecha             | Muestra | Jorge Muñoz | Daniel Urresti | Renzo Reggiardo | Alberto Beingolea | Ricardo Belmont | Juan Zurek | Jaime Salinas | Diethell Columbus | Luis Castañeda | Pablo Silva | Esther Capuñay | Enrique Cornejo | Humberto Lay | B/V  | NS/NO | Dif. |  |  |  |
| ------------------------------ | ----------------- | ------- | ----------- | -------------- | --------------- | ----------------- | --------------- | ---------- | ------------- | ----------------- | -------------- | ----------- | -------------- | --------------- | ------------ | ---- | ----- | ---- |  |  |  |
| Encuestadora/Medio             | Fecha             | Muestra |             |                |                 |                   |                 |            |               |                   |                |             |                |                 |              |      |       |      |  |  |  |
| Elecciones municipales de 2018 | 7 oct 2018        | —       | 31.7        | 17.3           | 7.8             | 3.9               | 3.4             | 3.2        | 3.1           | 2.4               | 2.3            | 1.9         | 1.8            | 1.8             | 1.7          | 12.0 | –     | 14.4 |  |  |  |
|                                |                   |         |             |                |                 |                   |                 |            |               |                   |                |             |                |                 |              |      |       |      |  |  |  |
| Sensor                         | 6 oct 2018        | 2000    | 29          | 17             | 10              | 4                 | 4               | 5          | 4             | 2                 | 3              | 2           | 3              | 2               | 1            | 9    | –     | 12   |  |  |  |
| Datum Internacional/Latina     | 28–29 sep 2018    | 400     | 14.3        | 16.5           | 11.3            | 4.0               | 5.3             | 3.8        | 4.0           | 2.5               | 1.5            | 2.0         | 1.8            | –               | –            | 29.6 | –     | 2.2  |  |  |  |
| CPI/RPP                        | 26–29 sep 2018    | 6300    | 9.3         | 14.0           | 13.8            | 2.3               | 8.2             | 3.5        | 2.3           | 2.0               | 2.4            | –           | 3.6            | 1.6             | 1.6          | 25.9 | –     | 0.2  |  |  |  |
| Sensor                         | 25–28 sep 2018    | 515     | 9           | 13             | 18              | 5                 | 6               | 2          | 1             | 1                 | 4              | –           | 2              | 1               | 2            | 35   | –     | 6    |  |  |  |
| Ipsos Perú/El Comercio         | 26–27 sep 2018    | 605     | 12.1        | 14.8           | 14.4            | 5.5               | 6.8             | 3.8        | 3.2           | 2.9               | 4.4            | 1.6         | 3.1            | 1.9             | 2.3          | 14.6 | –     | 0.4  |  |  |  |
| Ipsos Perú/El Comercio         | 26–27 sep 2018    | 605     | 13          | 16             | 18              | 4                 | 9               | –          | –             | –                 | 5              | –           | 4              | 2               | 2            | 8    | 9     | 2    |  |  |  |
| Datum/Perú 21/Gestión          | 22–25 sep 2018    | 400     | 3.8         | 12.5           | 12.8            | 4.5               | 6.5             | 4.3        | 0.3           | 2.5               | 4.8            | 2.3         | 2.3            | 2.0             | 1.8          | 32.6 | –     | 0.3  |  |  |  |
| Datum/Perú 21/Gestión          | 22–25 sep 2018    | 400     | 3.5         | 14.3           | 14.3            | 3.3               | 8.8             | 1.8        | –             | –                 | 4.0            | –           | 2.0            | 2.5             | 1.0          | 20.3 | 19.3  | —    |  |  |  |
| GfK/La República               | 15–21 sep 2018    | 900     | 2.9         | 8.7            | 11.3            | 3.6               | 8.7             | 7.3        | 4.6           | 4.8               | 4.9            | 1.9         | 2.6            | 3.2             | 2.4          | 23.4 | –     | 2.6  |  |  |  |
| GfK/La República               | 15–21 sep 2018    | 900     | 2.6         | 13.5           | 17.0            | 2.4               | 14.2            | 3.4        | 1.4           | 2.0               | 4.6            | 0.7         | 3.2            | 3.7             | 3.5          | 13.2 | 8.0   | 2.8  |  |  |  |
| CPI/RPP                        | 11–15 sep 2018    | 800     | 2.7         | 10.2           | 15.4            | 3.3               | 10.8            | 3.5        | 1.0           | 2.0               | 4.6            | 0.9         | 3.2            | 3.6             | 3.0          | 20.1 | 11.7  | 4.6  |  |  |  |
| Ipsos Perú/El Comercio         | 12–14 sep 2018    | 510     | 4           | 9              | 19              | 7                 | 15              | 2          | –             | 3                 | 5              | –           | 5              | 5               | 4            | 10   | 6     | 4    |  |  |  |
| Vox Populi/ATV                 | 8–10 sep 2018     | 522     | 2.9         | 6.5            | 24.5            | 3.5               | 14.1            | 2.5        | –             | 1.0               | 3.5            | –           | 2.9            | 4.5             | 4.7          | 11.0 | 15.1  | 10.4 |  |  |  |
| Sensor                         | 1–5 sep 2018      | 515     | 3           | 7              | 26              | 4                 | 9               | 1          | 2             | 1                 | 8              | –           | 4              | 9               | 4            | 15   | –     | 17   |  |  |  |
| Datum/Perú 21/Gestión          | 1–4 sep 2018      | 400     | 1.0         | 9.0            | 19.0            | 2.0               | 10.3            | 1.5        | –             | –                 | 4.5            | –           | 3.8            | 4.3             | 4.3          | 19.3 | 14.5  | 8.7  |  |  |  |
| Vox Populi/ATV                 | 25–28 ago 2018    | 581     | 2.3         | 6.5            | 22.3            | 3.8               | 9.0             | –          | –             | –                 | 4.2            | –           | 3.2            | 3.4             | 3.4          | 15.0 | 4.8   | 13.3 |  |  |  |
| GfK/La República               | 18–22 ago 2018    | 537     | 2.1         | 5.3            | 11.6            | 1.5               | 5.6             | 1.6        | –             | 1.0               | 2.3            | 0.2         | 3.5            | 3.7             | 2.8          | 22.8 | 30.8  | 6.0  |  |  |  |
| Ipsos Perú/El Comercio         | 15–17 ago 2018    | 488     | 2           | 9              | 16              | 5                 | 10              | –          | –             | –                 | 7              | –           | 6              | 6               | 8            | 13   | 7     | 6    |  |  |  |
| Sensor                         | 6–10 ago 2018     | 515     | 4           | 8              | 24              | 3                 | 6               | 1          | 1             | –                 | 8              | –           | 3              | 11              | 8            | 20   | –     | 13   |  |  |  |
| Datum/Perú 21/Gestión          | 3–7 ago 2018      | 400     | 2.3         | 5.8            | 17.0            | 2.5               | 5.8             | 2.5        | 0.8           | 0.5               | 3.5            | –           | 4.3            | 7.0             | 7.8          | 14.6 | 21.5  | 9.2  |  |  |  |
| GfK/La República               | 14–18 jul 2018    | 500     | 1.3         | 8.5            | 15.9            | 2.6               | 7.8             | 0.9        | 0.4           | 0.4               | 4.0            | –           | 1.7            | 5.7             | 6.7          | 28.5 | 11.3  | 7.4  |  |  |  |
| Ipsos Perú/El Comercio         | 11–13 jul 2018    | 488     | 3           | 8              | 16              | 5                 | 10              | 2          | 1             | 2                 | 10             | –           | 4              | 6               | 7            | 12   | 9     | 6    |  |  |  |
| Sensor                         | 2–9 jul 2018      | 515     | 3           | 6              | 21              | 3                 | 4               | 2          | 1             | 2                 | 7              | –           | 2              | 10              | 7            | 24   | –     | 11   |  |  |  |
| Datum/Perú 21/Gestión          | 29 jun–2 jul 2018 | 400     | 1.7         | 6.2            | 18.2            | 4.2               | 4.7             | 1.7        | 2.0           | 0.7               | 7.2            | 0.2         | 3.2            | 7.5             | 7.5          | 14.1 | 15.9  | 10.7 |  |  |  |
| GfK/La República               | 23–26 jun 2018    | 476     | 0.6         | 8.8            | 15.3            | 5.6               | 11.1            | 1.9        | –             | 1.7               | 4.0            | –           | 2.1            | 3.6             | 8.8          | 16.9 | 13.8  | 4.2  |  |  |  |
| Ipsos Perú/El Comercio         | 6–8 jun 2018      | 500     | 4           | 7              | 8               | 3                 | 4               | 2          | 1             | 1                 | 8              | –           | 2              | 7               | 5            | 23   | 12    | —    |  |  |  |
| Datum/Perú 21/Gestión          | 1–5 jun 2018      | 377     | 2           | 5              | 21              | 3                 | 7               | –          | –             | –                 | 4              | –           | 3              | 13              | 8            | 18   | 10    | 8    |  |  |  |
| Ipsos Perú/El Comercio         | 9–11 may 2018     | 501     | 3           | 8              | 9               | 5                 | 8               | 2          | –             | 2                 | –              | –           | 3              | 8               | 7            | 21   | 14    | 1    |  |  |  |
| Datum/Perú 21/Gestión          | 5–9 may 2018      | 377     | 2           | 4              | 24              | 3                 | 9               | 3          | –             | –                 | 3              | –           | 3              | 10              | 10           | 14   | 7     | 14   |  |  |  |
| CPI/Exitosa                    | 4–7 may 2018      | 500     | 2.0         | 4.5            | 12.4            | 3.3               | 8.6             | 4.8        | –             | 4.5               | 2.9            | –           | 2.7            | 6.2             | 5.3          | 19.1 | 13.7  | 3.8  |  |  |  |
| Ipsos Perú/El Comercio         | 10–12 abr 2018    | 500     | 3           | 6              | 10              | 5                 | 6               | 1          | –             | –                 | –              | –           | 2              | 9               | 10           | 26   | 9     | —    |  |  |  |
| Datum/Perú 21/Gestión          | 6–9 abr 2018      | 377     | 2           | 7              | 21              | 8                 | –               | 2          | –             | –                 | –              | –           | 2              | 13              | 8            | 18   | 7     | 8    |  |  |  |
| Ipsos Perú/El Comercio         | 7–9 mar 2018      | 487     | 3           | –              | 10              | 6                 | 6               | 1          | –             | –                 | –              | –           | 1              | 9               | 8            | 28   | 10    | 1    |  |  |  |
| Datum/Perú 21/Gestión          | 1–5 mar 2018      | 377     | 2           | –              | 22              | 4                 | –               | 2          | –             | –                 | –              | –           | –              | 14              | 11           | 16   | 10    | 8    |  |  |  |
| CPI/Exitosa                    | 27 feb–3 mar 2018 | 500     | 5.0         | –              | 8.9             | 4.8               | –               | 5.3        | –             | –                 | –              | –           | 2.5            | 8.4             | 6.5          | 19.7 | 12.8  | 0.5  |  |  |  |
| Ipsos Perú/El Comercio         | 7–9 feb 2018      | 532     | 3           | –              | 11              | 5                 | –               | 1          | –             | –                 | –              | –           | –              | 13              | 10           | 28   | 16    | 2    |  |  |  |
| Datum/Perú 21/Gestión          | 26–30 ene 2018    | 377     | 2           | –              | 29              | –                 | –               | 4          | –             | –                 | –              | –           | 2              | 11              | 9            | 21   | 12    | 18   |  |  |  |
| CPI/Correo                     | 24–27 ene 2018    | 500     | 3.1         | –              | 8.3             | 4.3               | –               | 4.1        | –             | –                 | –              | –           | 2.0            | 7.6             | 6.6          | 19.9 | 19.6  | 0.7  |  |  |  |
| Ipsos Perú/El Comercio         | 10–12 ene 2018    | 532     | 4           | –              | 11              | –                 | –               | 1          | –             | –                 | –              | –           | 1              | 12              | 8            | 28   | 16    | 1    |  |  |  |
| Datum/Perú 21/Gestión          | 5–9 ene 2018      | 377     | 3           | –              | 21              | –                 | –               | 2          | –             | –                 | –              | –           | 1              | 15              | 9            | 18   | 15    | 6    |  |  |  |
| Ipsos Perú/El Comercio         | 1–3 nov 2017      | 435     | 7           | –              | 17              | –                 | –               | 3          | –             | –                 | –              | –           | 1              | 9               | 13           | 38   | 38    | 4    |  |  |  |
| Datum/Perú 21/Gestión          | 27–31 oct 2017    | 377     | 3           | –              | 25              | –                 | –               | 2          | –             | –                 | –              | –           | –              | 18              | 10           | 17   | 24    | 7    |  |  |  |
| Datum/Perú 21/Gestión          | 1–5 sep 2017      | 377     | –           | –              | 24              | –                 | –               | 1          | –             | –                 | –              | –           | –              | 12              | 7            | 17   | 24    | 12   |  |  |  |

## Resultados

### Sumario general
| |                                           |              |              |              |           |           |
| Partidos y coaliciones                                                                                     | Partidos y coaliciones                    | Voto popular | Voto popular | Voto popular | Regidores | Regidores |
| Partidos y coaliciones                                                                                     | Partidos y coaliciones                    | Votos        | %            | +/−          | Total     | +/−       |
| | Acción Popular (AP)                       | 1,907,693    | 36.03        | +34.98       | 21        | +21       |
| | Podemos por el Progreso del Perú (PP)     | 1,042,481    | 19.69        | Nuevo        | 8         | +8        |
| | Perú Patria Segura (PPS)                  | 469,533      | 8.87         | +2.93        | 3         | +1        |
| | Partido Popular Cristiano (PPC)           | 236,320      | 4.46         | +2.00        | 2         | +1        |
| | Perú Libertario (PL)                      | 205,716      | 3.89         | Nuevo        | 1         | +1        |
| | Somos Perú (SP)                           | 190,194      | 3.59         | +1.57        | 1         | +1        |
| | Alianza para el Progreso (APP)            | 186,348      | 3.52         | +1.71        | 1         | +1        |
| | Fuerza Popular (FP)                       | 142,913      | 2.70         | +0.04        | 1         | ±0        |
| | Solidaridad Nacional (SN)                 | 136,657      | 2.58         | –48.15       | 1         | –22       |
| | Frente Popular Agrícola del Perú (Frepap) | 113,001      | 2.13         | n/a          | 0         | ±0        |
| | Unión por el Perú (UPP)                   | 107,972      | 2.04         | n/a          | 0         | ±0        |
| | Democracia Directa (DD)                   | 106,197      | 2.01         | +1.14        | 0         | ±0        |
| | Restauración Nacional (RN)                | 104,707      | 1.98         | n/a          | 0         | ±0        |
| | Siempre Unidos (SU)                       | 98,322       | 1.86         | –0.22        | 0         | ±0        |
| | Frente Amplio (FA)                        | 81,373       | 1.54         | Nuevo        | 0         | ±0        |
| | Juntos por el Perú (JP)1                  | 39,888       | 0.75         | +0.16        | 0         | ±0        |
| | Avanza País (AvP)                         | 39,564       | 0.75         | Nuevo        | 0         | ±0        |
| | Vamos Perú (VP)                           | 35,251       | 0.67         | –0.87        | 0         | ±0        |
| | Perú Nación (PN)                          | 32,144       | 0.61         | Nuevo        | 0         | ±0        |
| | Peruanos Por el Kambio (PPK)              | 17,919       | 0.34         | Nuevo        | 0         | ±0        |
| |                                           |              |              |              |           |           |
| Total | Total                                     | 5,294,193    |              |              | 39        | ±0        |
| |                                           |              |              |              |           |           |
| Votos válidos                                                                                              | Votos válidos                             | 5,294,193    | 88.03        | –3.00        |           |           |
| Votos en blanco                                                                                            | Votos en blanco                           | 159,184      | 2.65         | +0.39        |           |           |
| Votos nulos                                                                                                | Votos nulos                               | 560,373      | 9.32         | +2.61        |           |           |
| Votos emitidos                                                                                             | Votos emitidos                            | 6,013,750    | 82.56        | –1.93        |           |           |
| Abstenciones                                                                                               | Abstenciones                              | 1,269,929    | 17.44        | +1.93        |           |           |
| Votantes registrados                                                                                       | Votantes registrados                      | 7,283,679    |              |              |           |           |
| |                                           |              |              |              |           |           |
| Fuente: |                                           |              |              |              |           |           |
| Notas al pie: 1 Comparado con los resultados de Partido Humanista Peruano (PHP) en las elecciones de 2014. |                                           |              |              |              |           |           |
| Notas al pie:                                                                                              |                                           |              |              |              |           |           |
| 1 Comparado con los resultados de Partido Humanista Peruano (PHP) en las elecciones de 2014.               |                                           |              |              |              |           |           |

### Concejo Metropolitano de Lima
| Cargo                         | Autoridad electa              | Partido político | Partido político                 |
| ----------------------------- | ----------------------------- | ---------------- | -------------------------------- |
| Alcalde Metropolitano de Lima | Jorge Muñoz Wells             |                  | Acción Popular                   |
| Regidor Metropolitano de Lima | Miguel Romero Sotelo          |                  | Acción Popular                   |
| Regidor Metropolitano de Lima | Jheydi Quiroz Palacios        |                  | Acción Popular                   |
| Regidor Metropolitano de Lima | Gloria González Farfán        |                  | Acción Popular                   |
| Regidor Metropolitano de Lima | Carlos Mariátegui Aragón      |                  | Acción Popular                   |
| Regidor Metropolitano de Lima | Rolando Esteban Aguirre       |                  | Acción Popular                   |
| Regidor Metropolitano de Lima | Jessica Huamán Vilca          |                  | Acción Popular                   |
| Regidor Metropolitano de Lima | Edwar Díaz Villanueva         |                  | Acción Popular                   |
| Regidor Metropolitano de Lima | Patricia Jiménez de Olavide   |                  | Acción Popular                   |
| Regidor Metropolitano de Lima | Álex Morales Leiva            |                  | Acción Popular                   |
| Regidor Metropolitano de Lima | Carlos Begazo Isla            |                  | Acción Popular                   |
| Regidor Metropolitano de Lima | Felipe Romero Aquino          |                  | Acción Popular                   |
| Regidor Metropolitano de Lima | Israel Acuña Wong-Coquis      |                  | Acción Popular                   |
| Regidor Metropolitano de Lima | Ian Guimaray Vidal            |                  | Acción Popular                   |
| Regidor Metropolitano de Lima | Mercedes Risco Vega           |                  | Acción Popular                   |
| Regidor Metropolitano de Lima | Jhonny Velarde Valdiviezo     |                  | Acción Popular                   |
| Regidor Metropolitano de Lima | Florentino Díaz Ahumada       |                  | Acción Popular                   |
| Regidor Metropolitano de Lima | Yván Rodríguez Vásquez        |                  | Acción Popular                   |
| Regidor Metropolitano de Lima | Katherine Villanueva Alvarado |                  | Acción Popular                   |
| Regidor Metropolitano de Lima | Claudia Fajardo Panta         |                  | Acción Popular                   |
| Regidor Metropolitano de Lima | Alejandra García Oviedo       |                  | Acción Popular                   |
| Regidor Metropolitano de Lima | Manuel Siccha Chipana         |                  | Acción Popular                   |
| Regidor Metropolitano de Lima | Ángel Tacchino del Pino       |                  | Podemos por el Progreso del Perú |
| Regidor Metropolitano de Lima | Víctor Aguilar Rodríguez      |                  | Podemos por el Progreso del Perú |
| Regidor Metropolitano de Lima | Carlo Ángeles Manturano       |                  | Podemos por el Progreso del Perú |
| Regidor Metropolitano de Lima | Jorge Rueda Roque             |                  | Podemos por el Progreso del Perú |
| Regidor Metropolitano de Lima | Robinson Gupioc Ríos          |                  | Podemos por el Progreso del Perú |
| Regidor Metropolitano de Lima | Orestes Sánchez Luis          |                  | Podemos por el Progreso del Perú |
| Regidor Metropolitano de Lima | Luzi Toro de Jiménez          |                  | Podemos por el Progreso del Perú |
| Regidor Metropolitano de Lima | José Pacheco Moya             |                  | Podemos por el Progreso del Perú |
| Regidor Metropolitano de Lima | Norma Yarrow Lumbreras        |                  | Perú Patria Segura               |
| Regidor Metropolitano de Lima | Andrea Cuba Plaza             |                  | Perú Patria Segura               |
| Regidor Metropolitano de Lima | Walter Oyarce Delgado         |                  | Perú Patria Segura               |
| Regidor Metropolitano de Lima | Marco Álvarez Vargas          |                  | Partido Popular Cristiano        |
| Regidor Metropolitano de Lima | Rosario Payet Bedoya          |                  | Partido Popular Cristiano        |
| Regidor Metropolitano de Lima | Carlos Granda Coianti         |                  | Perú Libertario                  |
| Regidor Metropolitano de Lima | Jorge Valdez Oyola            |                  | Somos Perú                       |
| Regidor Metropolitano de Lima | Sandra Sudario Guerra         |                  | Alianza para el Progreso         |
| Regidor Metropolitano de Lima | Martha Moyano Delgado         |                  | Fuerza Popular                   |
| Regidor Metropolitano de Lima | Andrea Muñoz de Figueroa      |                  | Solidaridad Nacional             |

## Elecciones municipales distritales

### Sumario general
| | Acción Popular (AP)                       | 714,780   | 14.52 | +12.44 | 14 | +14 |  |  |
| | Perú Patria Segura (PPS)                  | 569,884   | 11.57 | +5.47  | 2  | –1  |  |  |
| | Somos Perú (SP)                           | 493,495   | 10.02 | +1.32  | 7  | +3  |  |  |
| | Alianza para el Progreso (APP)            | 422,555   | 8.58  | +2.46  | 5  | +3  |  |  |
| | Podemos por el Progreso del Perú (PP)     | 401,991   | 8.16  | Nuevo  | 1  | +1  |  |  |
| | Partido Popular Cristiano (PPC)           | 332,295   | 6.75  | –4.92  | 4  | –3  |  |  |
| | Siempre Unidos (SU)                       | 256,894   | 5.22  | –1.36  | 3  | –1  |  |  |
| | Solidaridad Nacional (SN)                 | 240,735   | 4.89  | –23.24 | 2  | –16 |  |  |
| | Unión por el Perú (UPP)                   | 218,849   | 4.44  | +3.78  | 1  | +1  |  |  |
| | Restauración Nacional (RN)                | 189,994   | 3.86  | +2.76  | 1  | +1  |  |  |
| | Fuerza Popular (FP)                       | 179,359   | 3.64  | –1.66  | 0  | ±0  |  |  |
| | Democracia Directa (DD)                   | 158,261   | 3.21  | +1.97  | 1  | +1  |  |  |
| | Frente Popular Agrícola del Perú (Frepap) | 149,772   | 3.04  | n/a    | 0  | ±0  |  |  |
| | Avanza País (AvP)                         | 99,767    | 2.03  | Nuevo  | 0  | ±0  |  |  |
| | Juntos por el Perú (JP)1                  | 75,681    | 1.54  | +0.75  | 0  | ±0  |  |  |
| | Perú Nación (PN)                          | 69,623    | 1.41  | Nuevo  | 0  | ±0  |  |  |
| | Todos por el Perú (TPP)                   | 62,375    | 1.27  | n/a    | 0  | ±0  |  |  |
| | Vamos Perú (VP)                           | 53,412    | 1.08  | Nuevo  | 0  | ±0  |  |  |
| | Perú Libertario (PL)                      | 53,017    | 1.08  | Nuevo  | 0  | ±0  |  |  |
| | Frente Amplio (FA)                        | 43,531    | 0.88  | +0.74  | 0  | ±0  |  |  |
| | Peruanos Por el Kambio (PPK)              | 27,702    | 0.56  | Nuevo  | 0  | ±0  |  |  |
| | Partido Aprista Peruano (APRA)            | 26,566    | 0.54  | –3.74  | 0  | ±0  |  |  |
| | Listas independientes distritales         | 83,130    | 1.69  | n/a    | 1  | –2  |  |  |
| |                                           |           |       |        |    |     |  |  |
| Total | Total                                     | 4,923,668 |       |        | 42 | ±0  |  |  |
| |                                           |           |       |        |    |     |  |  |
| Votos válidos                                                                                              | Votos válidos                             | 4,923,668 | 85.46 | –4.19  |    |     |  |  |
| Votos en blanco                                                                                            | Votos en blanco                           | 291,397   | 5.06  | +1.45  |    |     |  |  |
| Votos nulos                                                                                                | Votos nulos                               | 546,106   | 9.48  | +2.74  |    |     |  |  |
| Votos emitidos                                                                                             | Votos emitidos                            | 5,761,171 | 82.64 | –1.98  |    |     |  |  |
| Abstenciones                                                                                               | Abstenciones                              | 1,209,821 | 17.36 | +1.98  |    |     |  |  |
| Votantes registrados                                                                                       | Votantes registrados                      | 6,970,992 |       |        |    |     |  |  |
| |                                           |           |       |        |    |     |  |  |
| Fuente: |                                           |           |       |        |    |     |  |  |
| Notas al pie: 1 Comparado con los resultados de Partido Humanista Peruano (PHP) en las elecciones de 2014. |                                           |           |       |        |    |     |  |  |
| Notas al pie:                                                                                              |                                           |           |       |        |    |     |  |  |
| 1 Comparado con los resultados de Partido Humanista Peruano (PHP) en las elecciones de 2014.               |                                           |           |       |        |    |     |  |  |

### Resultados por distrito
La siguiente tabla enumera el control de los distritos de la provincia de Lima. El cambio de mando de una organización política se resalta del color de ese partido.
| Distritos               | Alcalde(sa) titular              | Partido político | Partido político          | Alcalde(sa) electo(a)            | Partido político | Partido político                 |
| ----------------------- | -------------------------------- | ---------------- | ------------------------- | -------------------------------- | ---------------- | -------------------------------- |
| Ancón                   | Felipe Arakaki Shapiama          |                  | Siempre Unidos            | Pedro Barrera Bernui             |                  | Somos Perú                       |
| Ate                     | Óscar Benavides Majino           |                  | Solidaridad Nacional      | Edde Cuéllar Alegría             |                  | Acción Popular                   |
| Barranco                | Antonio Mezarina Tong            |                  | Alianza para el Progreso  | José Rodríguez Cárdenas          |                  | Siempre Unidos                   |
| Breña                   | Ángel Wu Huapaya                 |                  | Solidaridad Nacional      | José Li Bravo                    |                  | Acción Popular                   |
| Carabayllo              | Nandy Córdova Morales            |                  | Partido Popular Cristiano | Marcos Espinoza Ortiz            |                  | Alianza para el Progreso         |
| Chaclacayo              | Miguel Aponte Jurado             |                  | Siempre Unidos            | Manuel Campos Sologuren          |                  | Alianza para el Progreso         |
| Chorrillos              | Augusto Miyashiro Yamashiro      |                  | Más Obras y Desarrollo    | Augusto Miyashiro Ushikubo       |                  | Solidaridad Nacional             |
| Cieneguilla             | Emilio Chávez Huaringa           |                  | Partido Popular Cristiano | Edwin Subileti Areche            |                  | Democracia Directa               |
| Comas                   | Miguel Saldaña Reátegui          |                  | Solidaridad Nacional      | Raúl Díaz Pérez                  |                  | Unión por el Perú                |
| El Agustino             | Richard Soria Fuerte             |                  | Perú Patria Segura        | Víctor Salcedo Ríos              |                  | Alianza para el Progreso         |
| Independencia           | Evans Sifuentes Ocaña            |                  | Solidaridad Nacional      | José Pando Fernández             |                  | Siempre Unidos                   |
| Jesús María             | Carlos Bringas Claeyssen         |                  | Solidaridad Nacional      | Jorge Quintana García-Godos      |                  | Acción Popular                   |
| La Molina               | Juan Carlos Zurek Pardo-Figueroa |                  | Somos Perú                | Álvaro Paz de la Barra Freigeiro |                  | Acción Popular                   |
| La Victoria             | Harry Castro Durand              |                  | Solidaridad Nacional      | George Forsyth Sommer            |                  | Somos Perú                       |
| Lince                   | Fortunato Príncipe Laines        |                  | Solidaridad Nacional      | Vicente Amable Escalante         |                  | Acción Popular                   |
| Los Olivos              | Pedro del Rosario Ramírez        |                  | Perú Posible              | Felipe Castillo Alfaro           |                  | Siempre Unidos                   |
| Lurigancho              | Luis Bueno Quino                 |                  | Solidaridad Nacional      | Víctor Castillo Sánchez          |                  | Alianza para el Progreso         |
| Lurín                   | José Arakaki Nakamine            |                  | Solidaridad Nacional      | Jorge Marticorena Cuba           |                  | Somos Perú                       |
| Magdalena del Mar       | Francis Allison Oyague           |                  | Magdalena Avanza          | Carlomagno Chacón Gómez          |                  | Acción Popular                   |
| Miraflores              | Jorge Muñoz Wells                |                  | Somos Perú                | Luis Molina Arles                |                  | Solidaridad Nacional             |
| Pachacámac              | Hugo Ramos Lescano               |                  | Solidaridad Nacional      | Elvis Pomez Cano                 |                  | Somos Perú                       |
| Pucusana                | Pedro Florián Huari              |                  | Solidaridad Nacional      | Luis Chauca Navarro              |                  | Alianza para el Progreso         |
| Pueblo Libre            | Jhonel Leguía Jamis              |                  | Solidaridad Nacional      | Stephen Haas del Carpio          |                  | Acción Popular                   |
| Puente Piedra           | Milton Jiménez Salazar           |                  | Solidaridad Nacional      | Rennán Espinoza Venegas          |                  | Somos Perú                       |
| Punta Hermosa           | Guillermo Fernández Otero        |                  | Partido Popular Cristiano | Jorge Olaechea Reyes             |                  | Partido Popular Cristiano        |
| Punta Negra             | Jorge Huapaya Zamudio            |                  | Siempre Unidos            | José Delgado Heredia             |                  | Partido Popular Cristiano        |
| Rímac                   | Enrique Peramás Díaz             |                  | Solidaridad Nacional      | Pedro Rosario Tueros             |                  | Acción Popular                   |
| San Bartolo             | Juan Guevara Carazas             |                  | Solidaridad Nacional      | Rufino Enciso Ríos               |                  | Somos Perú                       |
| San Borja               | Marco Álvarez Vargas             |                  | Partido Popular Cristiano | Alberto Tejada Noriega           |                  | Acción Popular                   |
| San Isidro              | Manuel Velarde Dellepiane        |                  | Partido Popular Cristiano | Augusto Cáceres Viñas            |                  | Acción Popular                   |
| San Juan de Lurigancho  | Juan Navarro Jiménez             |                  | Alianza para el Progreso  | Álex Gonzáles Castillo           |                  | Podemos por el Progreso del Perú |
| San Juan de Miraflores  | Javier Altamirano Coquis         |                  | Partido Popular Cristiano | María Nina Garnica               |                  | Acción Popular                   |
| San Luis                | Ronald Fuertes Vega              |                  | Somos Perú                | David Rojas Maza                 |                  | Acción Popular                   |
| San Martín de Porres    | Adolfo Mattos Piaggio            |                  | Siempre Unidos            | Julio Chávez Chiong              |                  | Acción Popular                   |
| San Miguel              | Eduardo Bless Cabrejas           |                  | Perú Patria Segura        | Juan Guevara Bonilla             |                  | San Miguel Me Gusta              |
| Santa Anita             | Leonor Chumbimune Cajahuaringa   |                  | Solidaridad Nacional      | José Luis Nole Palomino          |                  | Partido Popular Cristiano        |
| Santa María del Mar     | Marwan Kahhat Abedrabbo          |                  | Perú Patria Segura        | Jiries Jamis Sumar               |                  | Restauración Nacional            |
| Santa Rosa              | George Robles Soto               |                  | Solidaridad Nacional      | Alan Carrasco Bobadilla          |                  | Somos Perú                       |
| Santiago de Surco       | Roberto Gómez Baca               |                  | Somos Perú                | Jean Combe Portocarrero          |                  | Acción Popular                   |
| Surquillo               | José Huamaní Gonzales            |                  | Partido Popular Cristiano | Giancarlo Casassa Sánchez        |                  | Partido Popular Cristiano        |
| Villa El Salvador       | Guido Iñigo Peralta              |                  | Villa Cambia              | Kevin Iñigo Peralta              |                  | Perú Patria Segura               |
| Villa María del Triunfo | Carlos Palomino Arias            |                  | Solidaridad Nacional      | Eloy Chávez Hernández            |                  | Perú Patria Segura               |